# Pripoara (okręg Vâlcea)
Pripoara – wieś w Rumunii, w okręgu Vâlcea, w gminie Perișani. W 2011 roku liczyła 295 mieszkańców.